# Jüdischer Friedhof (Strakonice)
Koordinaten: 49° 15′ 10,6″ N, 13° 52′ 50,7″ O

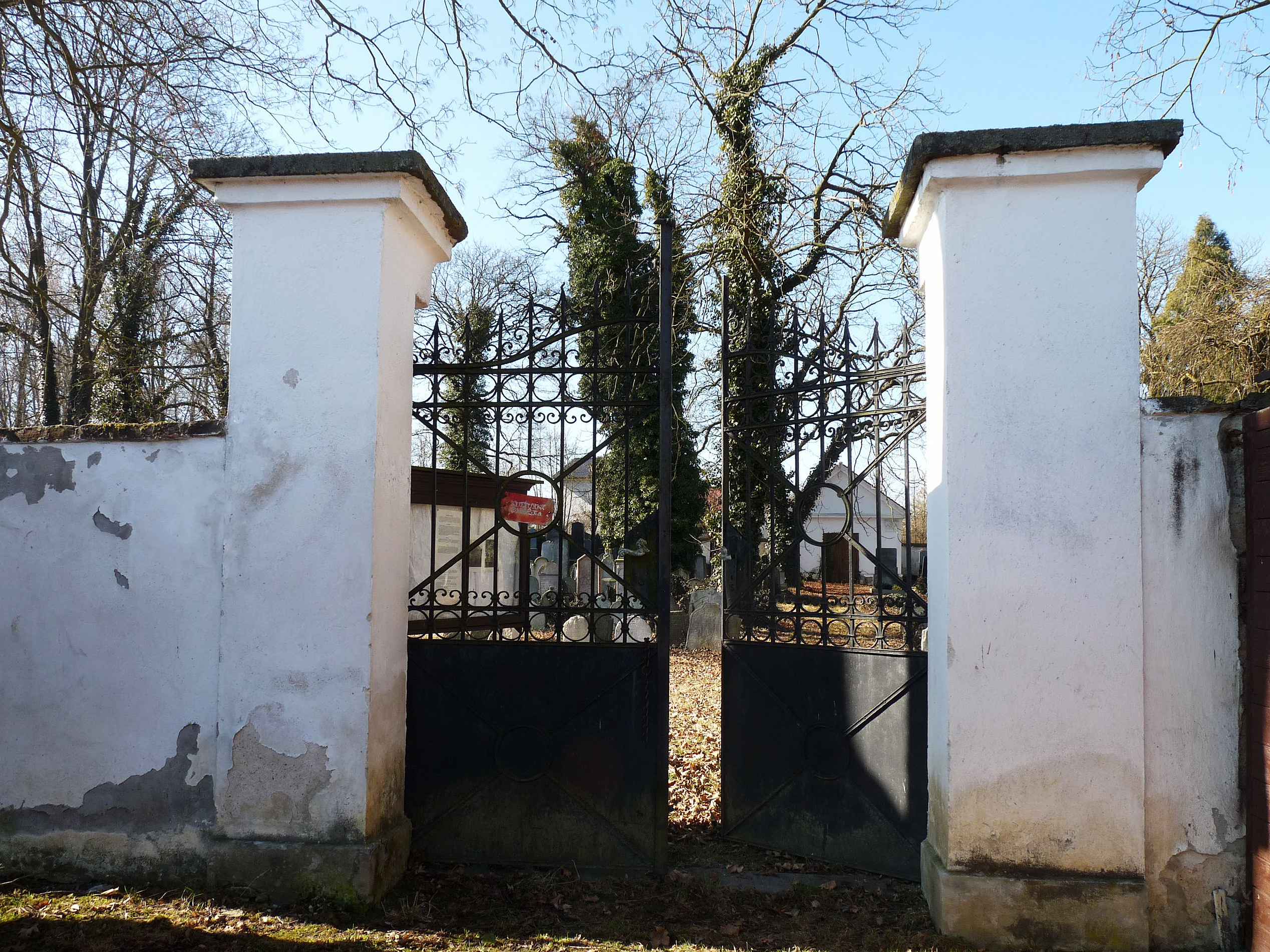
Eingang zum jüdischen Friedhof in Strakonice

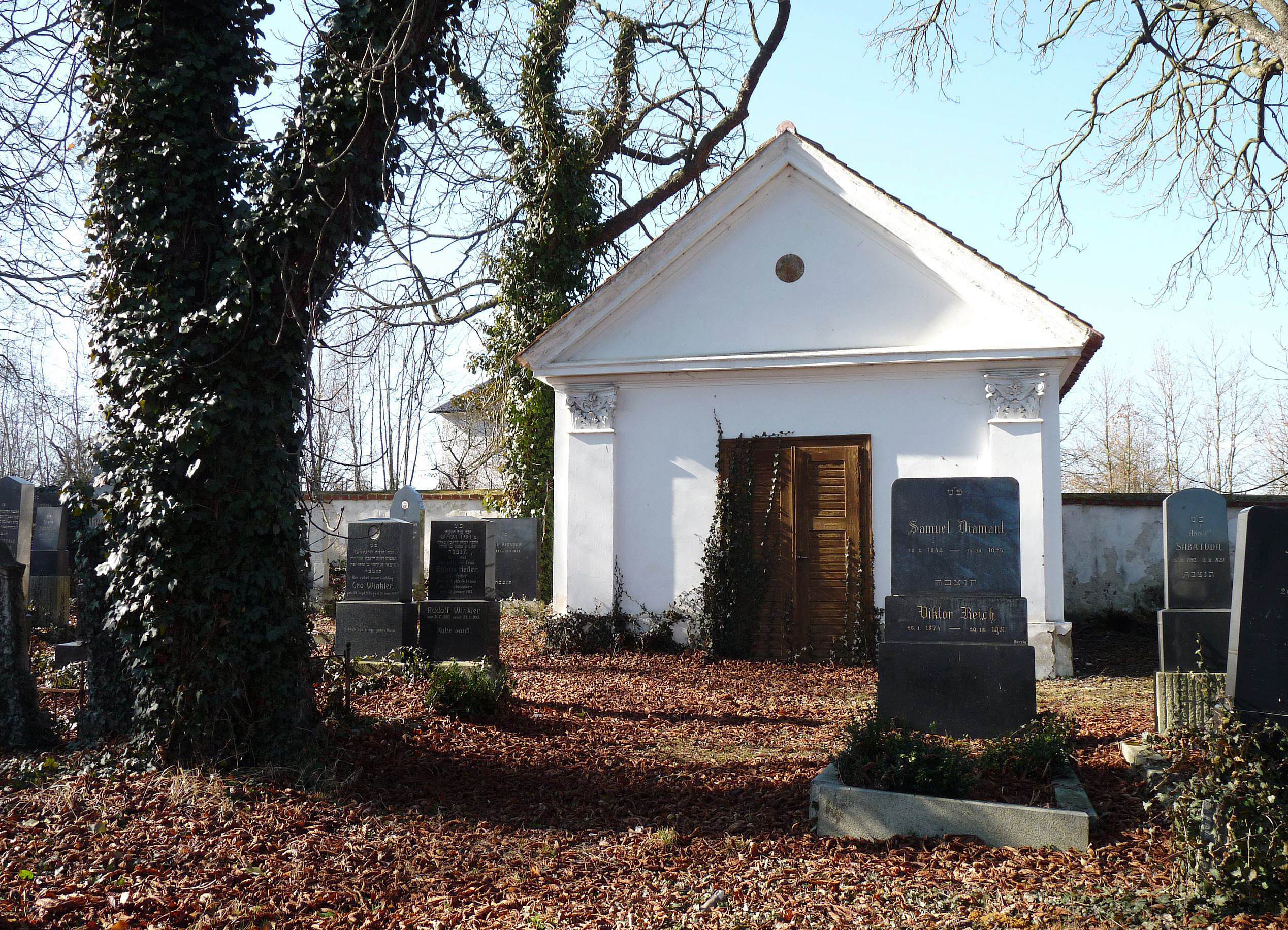
Grabsteine und Taharahaus

Der Jüdische Friedhof in Strakonice (deutsch Strakonitz), einer Stadt in der Region Jihočeský kraj (Südböhmische Region) in Tschechien, wurde um 1700 westlich der Stadt angelegt. Der jüdische Friedhof ist ein geschütztes Kulturdenkmal. Der älteste Grabstein trägt die Jahreszahl 1736. 